# Hrabstwo Campbell (Wyoming)

Piramida wieku hrabstwa

Hrabstwo Campbell jest hrabstwem położonym w stanie Wyoming w USA.  Zgodnie z danymi szacunkowymi za rok 2005, United States Census Bureau podało, iż liczba ludności wzrosła do 37 405 w porównaniu z 33 698 w roku 2000.  Siedzibą władz hrabstwa jest Gillette.

## Historia
Hrabstwo Campbell powstało w roku 1911.

## Geografia
Według U.S. Census Bureau, całkowita powierzchnia hrabstwa wynosi 12 436 km², z czego 12 424 km² stanowi powierzchnię lądową, a 12 km² (0.10%) przypada na wody.

### Miasta
- Gillette
- Wright

### CDP
- Antelope Valley-Crestview
- Sleepy Hollow

### Hrabstwa graniczne
- Hrabstwo Sheridan (Wyoming) - od zachodu
- Hrabstwo Johnson (Wyoming) - od zachodu
- Hrabstwo Converse - od południa
- Hrabstwo Weston - od wschodu
- Hrabstwo Crook (Wyoming) - od wschodu
- Hrabstwo Powder River, Montana - od północy

## Wybrane dane demograficzne
Według spisu ludności z roku 2000 hrabstwo zamieszkiwało 33 698 osób w 12 207 gospodarstwach domowych i 9 008 rodzinach.  Gęstość zaludnienia wynosiła 3 osoby na km². Ludność ta zamieszkiwała 13 288 jednostek mieszkalnych. 96.06% mieszkańców należało do rasy białej, 0.15% do czarnej, 0.93% do Indian, 0.32% do rasy żółtej. 0.09% podało, że wywodzi się z rejonu Pacyfiku, 1.12% że należy do innej grupy ludnościowej, a 1.34% uważało, że należy do dwóch lub więcej grup ludnościowych lub ras. 3.53% populacji była pochodzenia latynoskiego. 30.3% podawało jako kraj swego pochodzenia Niemcy, 11.4% Anglię, 11.0% Irlandię, 8.5% Stany Zjednoczone, zaś 6.2% Norwegię.
W 43.1% gospodarstw domowych były dzieci w wieku poniżej 18 roku życia, 59.8% tworzyły małżeństwa mieszkające razem, a 26.2% pary niemałżeńskie, gdzie 675 stanowiło pary heteroseksualne, a 100 homoseksualne obojga płci. Średnio na gospodarstwo domowe przypadały 2.73 osoby, a na rodzinę 3.16 osób.
31% populacji było w wieku poniżej 18 roku życia, 9,5% od 18 do 24, 32,3% od 25 do 44, 21,9% od 45 do 64, a 5,3% w wieku lat 65 lub starszych. Średni wiek wynosił 32 lata. Na każdych 100 kobiet przypadało 105.6 mężczyzn. 
Średni dochód w gospodarstwie domowym wynosił $49 536, a na rodzinę $53 927. Średni dochód mężczyzn wynosił $41 814, podczas gdy kobiet $21 914. Dochód na głowę mieszkańca wynosił $20 063. Około 5,6% rodzin i 7,6% całej populacji żyło na krawędzi ubóstwa.